# Бражников, Владимир Константинович
Владимир Константинович Бражников (1 (13) января 1870—21 мая 1921) — русский зоолог, ихтиолог и деятель в области рыбного хозяйства.

## Биография
Выпускник Московского университета 1894 года. Работал ассистентом при кафедре зоологии Московского сельскохозяйственного института. В 1896 г. был направлен в командировку на Соловецкие острова и Новую Землю, а в 1897 г. — в Астрахань.
С 1898 года работал на Дальнем Востоке, где заведовал рыбными промыслами, производил научно-промысловые исследования.
В 1905 г. по окончании русско-японской войны на переговорах по заключению рыболовной конвенции, предусмотренной Портсмутским мирным договором, он был членом российской делегации, как лучший в России знаток дальневосточного рыболовства.
С 1909 г. В. Бражников снова работал в Петербурге в Департаменте земледелия специалистом по рыболовству и одновременно заведующим рыболовством в Азиатской России. Высокая эрудиция в проблемах рыболовства позволила ему стать сначала фактическим руководителем всего рыбного хозяйства России, а затем это дело было поручено ему и формально (с начала 1912 г.).
В 1915 — вице-директор департамента Министерства земледелия В. Бражников стал членом Комиссии по изучению естественных производительных сил Российской империи.
Летом 1917 г. В. Бражников стал во главе созданного по его инициативе отдела рыбоводства и научно-промысловых исследований при Министерстве земледелия.
Октябрь 1917 года застал В. К. Бражникова за границей — в Японии, где он читал лекции в Институте рыбоведения в Токио.
Последние годы жизни В. Бражников провел в Токио. В мае 1921 года Совет Народных Комиссаров РСФСР постановил предложить В. К. Бражникову вернуться в Советскую Россию, но он в том же месяце умер на чужбине.

## Научная деятельность
В. Бражников — выдающийся учёный, знаток рыбного дела, талантливый администратор.
В начале XX века в низовьях Амура и Амурском лимане промысел кеты находился под фактическим контролем японцев. Благодаря умелым и энергичным действиям В. К. Бражникова этот промысел стал работать на пользу России.
Организовал много экспедиций для исследования рыболовства. Обследовал Охотское море, Сахалин и Амур.
Занимался регулированием рыболовства, научно-промысловыми исследованиями, искусственным рыборазведением, программой создания прудовых хозяйств и программой преподавания рыбоведения.
Его стараниями в 1913 году было основано первое в России высшее учебное заведение по рыболовству: Отделение рыбоведения при Московском сельскохозяйственном институте (ныне Московская сельскохозяйственная академия имени К. А. Тимирязева).

## Избранные научные работы
- Braschnikov W. C. 1897. Zur Biologie und Systematik einiger Arten minierender Dipteren. // Ann. Inst. agron. Moscow (Известия Московского сельско-хозяйственного института) 3: р. 19–43.
- Бражников В. К. Рыбные промыслы Дальняго Востока. I. Осеннiй промыселъ въ низовьяхъ р. Амура. СПб. тип. В. Киршбаума, 1900. 133 с.
- «Материалы по фауне русских восточных морей, собранные шхуною "Сторож" в 1899-1902 гг.».

## Память
В его честь Н. А. Бородиным описана бражниковская сельдь Alosa braschnikowi (Borodin, 1904)
В честь В. К. Бражникова названы:
- бухта Бражникова (Карское море, Енисейский залив, название присвоено после 1912 г.)[3];
- мыс Бражникова (Карское море, Енисейский залив, мыс нанесён на карту в XVIII веке участниками Великой Северной экспедиции, название мысу присвоено в 1912 г.)[3].